# Szybene
Szybene (ukr. Шибене) – wieś na Ukrainie, w obwodzie kijowskim, w rejonie buczańskim, w hromadzie Borodzianka. W 2001 liczyła 874 mieszkańców, spośród których 840 wskazało jako ojczysty język ukraiński, 29 rosyjski, 1 białoruski, 2 ormiański, a 2 romski.